# Melanodolius testaceicornis
Melanodolius testaceicornis là một loài tò vò trong họ Ichneumonidae.